# ترلیوان
ترلیوان (به فرانسوی: Trélivan) یک کمون در فرانسه است که در Canton of Dinan-Ouest واقع شده‌است.

## خصوصیات
ترلیوان ۱۱٫۱۰ کیلومترمربع مساحت و ۲٬۳۸۶ نفر جمعیت دارد.